# Національний парк Карула
Націона́льний парк Кару́ла (ест. Karula rahvuspark) — найменший в Естонії національний парк, який отримав свій статус у 1993 році.

## Опис
Плоскогір'я Карули сформувалося тисячі років тому під впливом континентального льодовикового руху. Сьогодні місцевість надзвичайно різноманітна і багата природними ландшафтами: заболочені марші, болотисті ліси, маленькі озера, річки та потічки, луги, квіткові поля і пагорби.
Територія парку малозаселена, так як 70% її складають ліси та озера (тут їх понад 35). Особливий шарм йому надають невеликі поля, болота, трясовини і ферми.
Найвищий пагорб в парку називається Торнімяе. Його висота становить 137 метрів; знайти його можна неподалік від селища Люллемяе.

## Флора та фауна
У національному парку Карула з великих ссавців можна виділити американського лося, козулю західну, ведмедя і рись. З дрібнішших ссавців представлені лисиці, єноти, тхори, білки і бобри.
В парку мешкають 157 видів птахів, у тому числі: сич волохатий, підорлик малий, орябок, дрімлюга, лелека білий, лелека чорний, сиворакша, деркач, дятел білоспинний, жовна чорна, мухоловка мала, сичик-горобець, журавель сірий, сорокопуд терновий, жайворонок лісовий, скопа, осоїд, дятел трипалий, жовна сива, погонич звичайний, крячок річковий, сова довгохвоста, кропив'янка,тетерук, глушець.
Мігруючі види птахів: казарка білощока, лебідь-кликун, гагара чорношия.
Охоронювані види тварин: видра річкова, бабка Aeshna viridis.
Захищені рослини: зозулині черевички справжні, сон розкритий.

## Туризм
Недалеко від озера Яхіярв у парку розташований інформаційний центр для туристів, де можна отримати детальну інформацію щодо туристичних маршрутів по парку, наметових таборів і визначних пам'яток, а також виставах і виставках, що проходять на території парку.

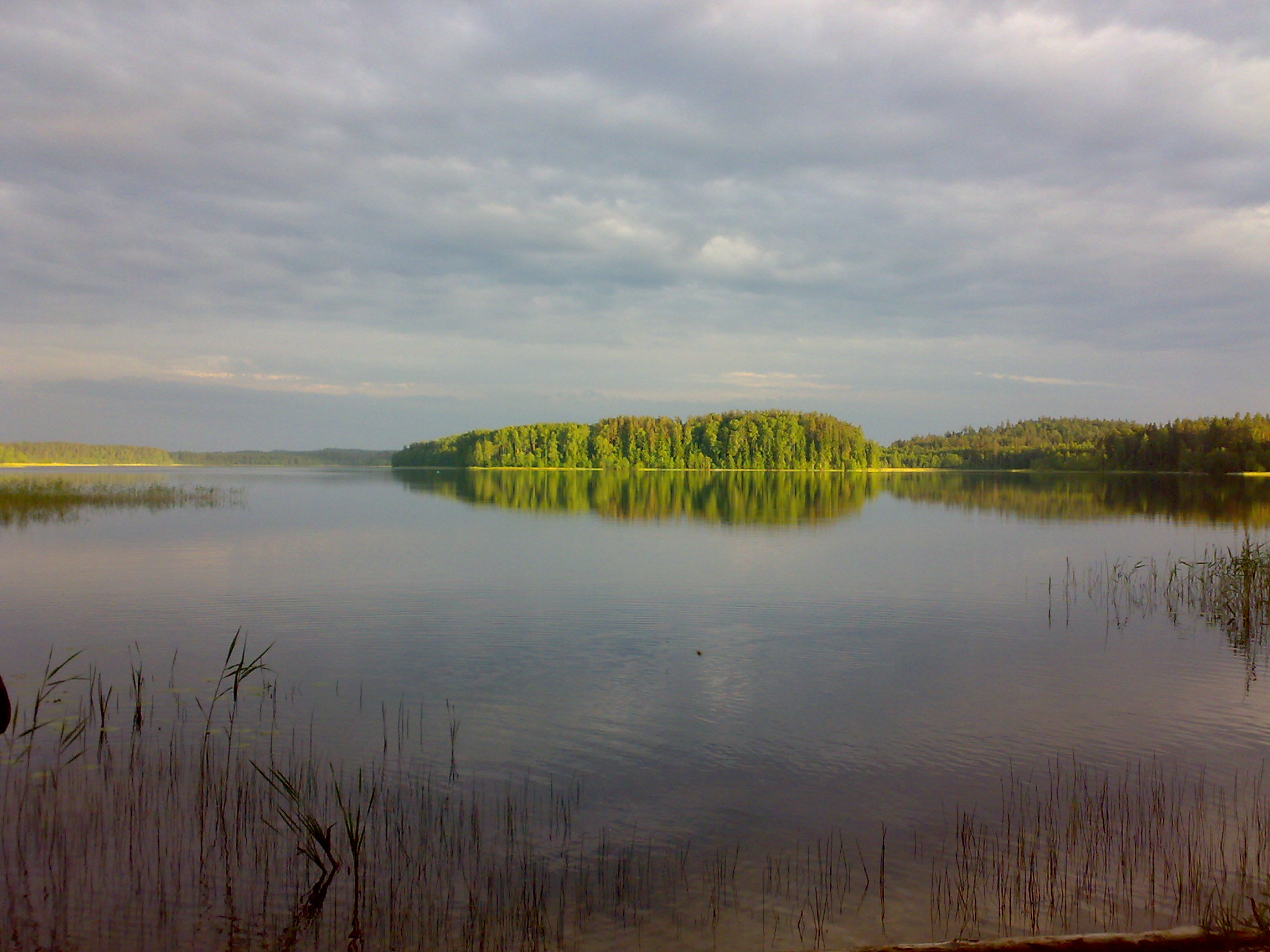
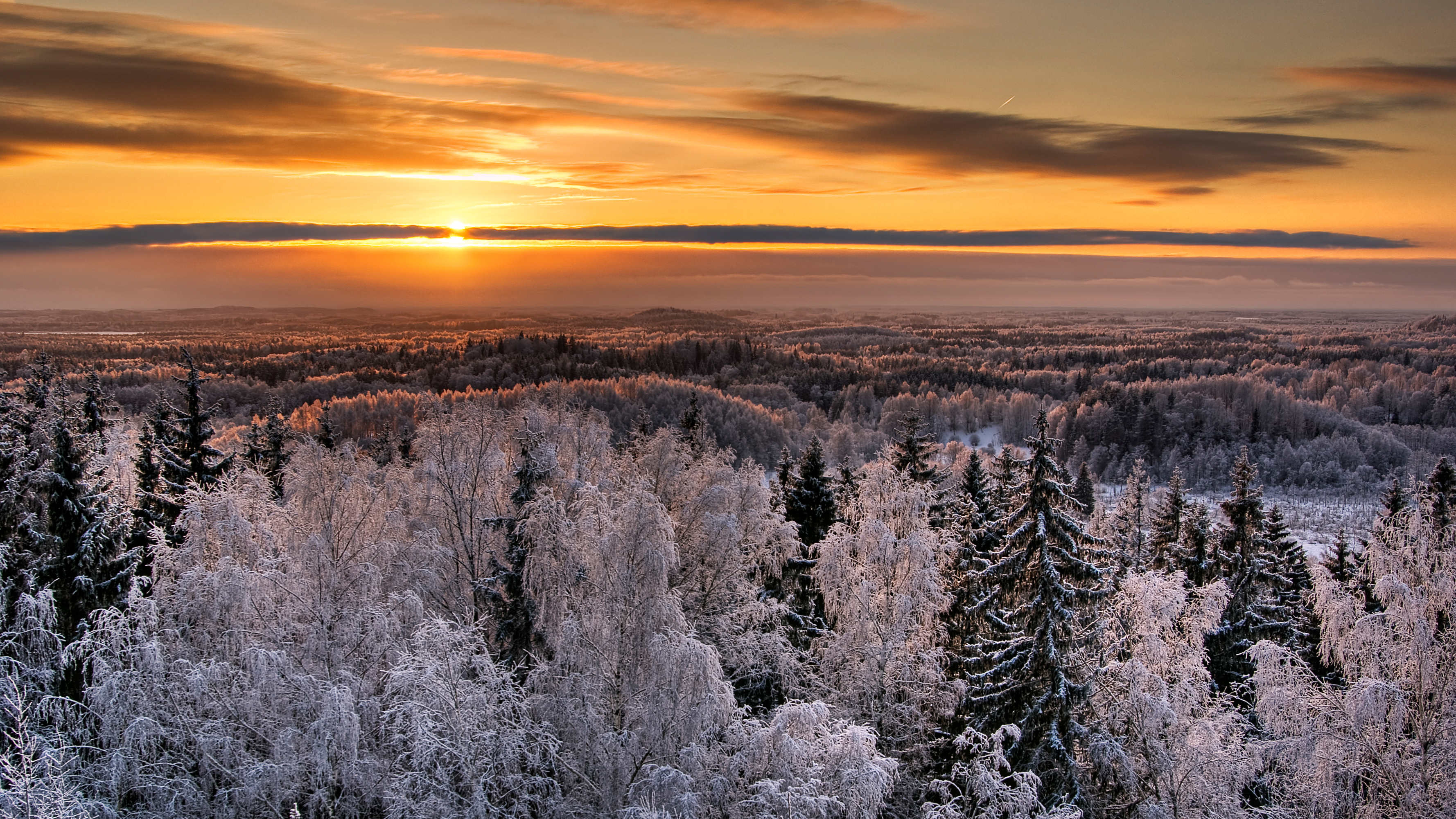
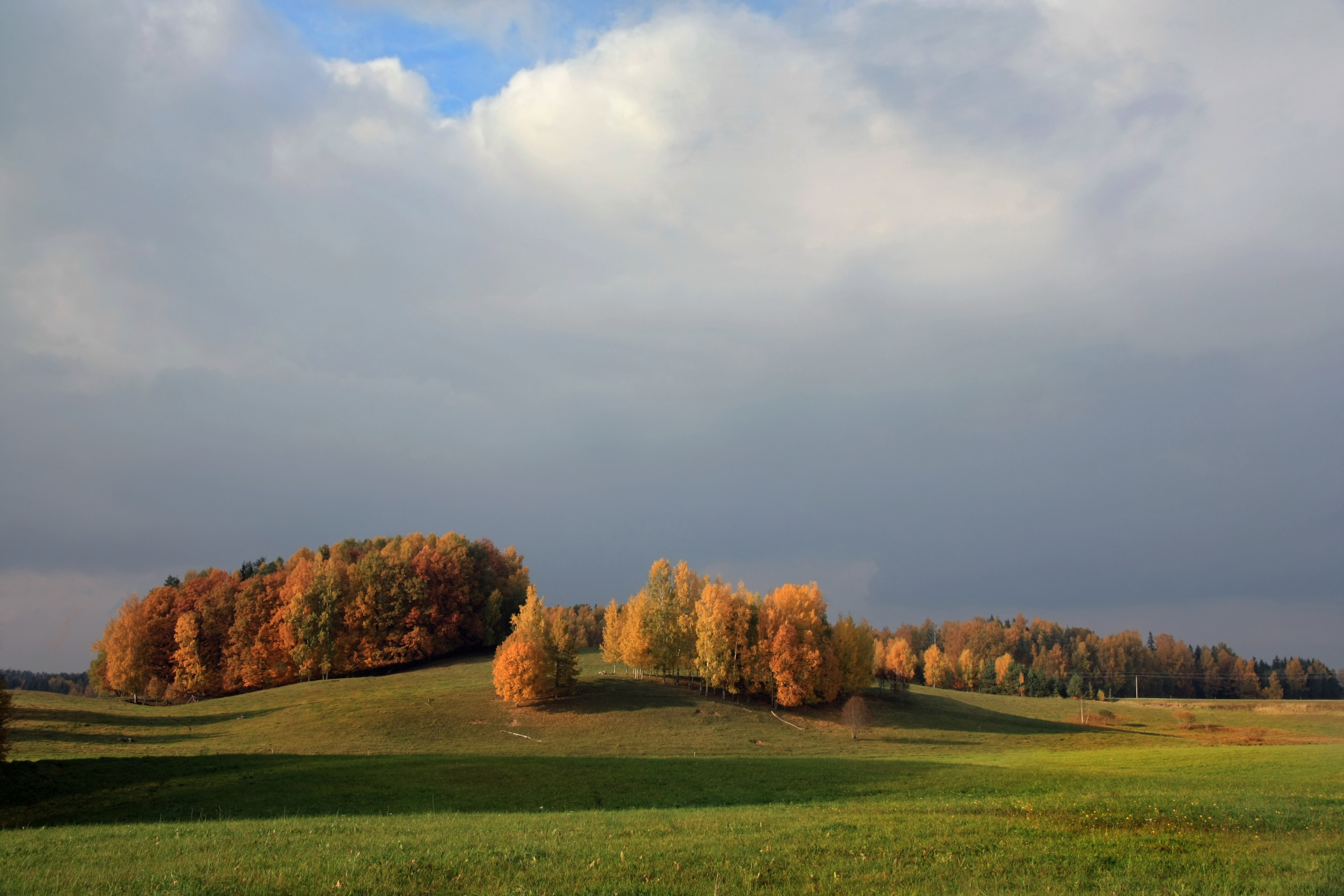
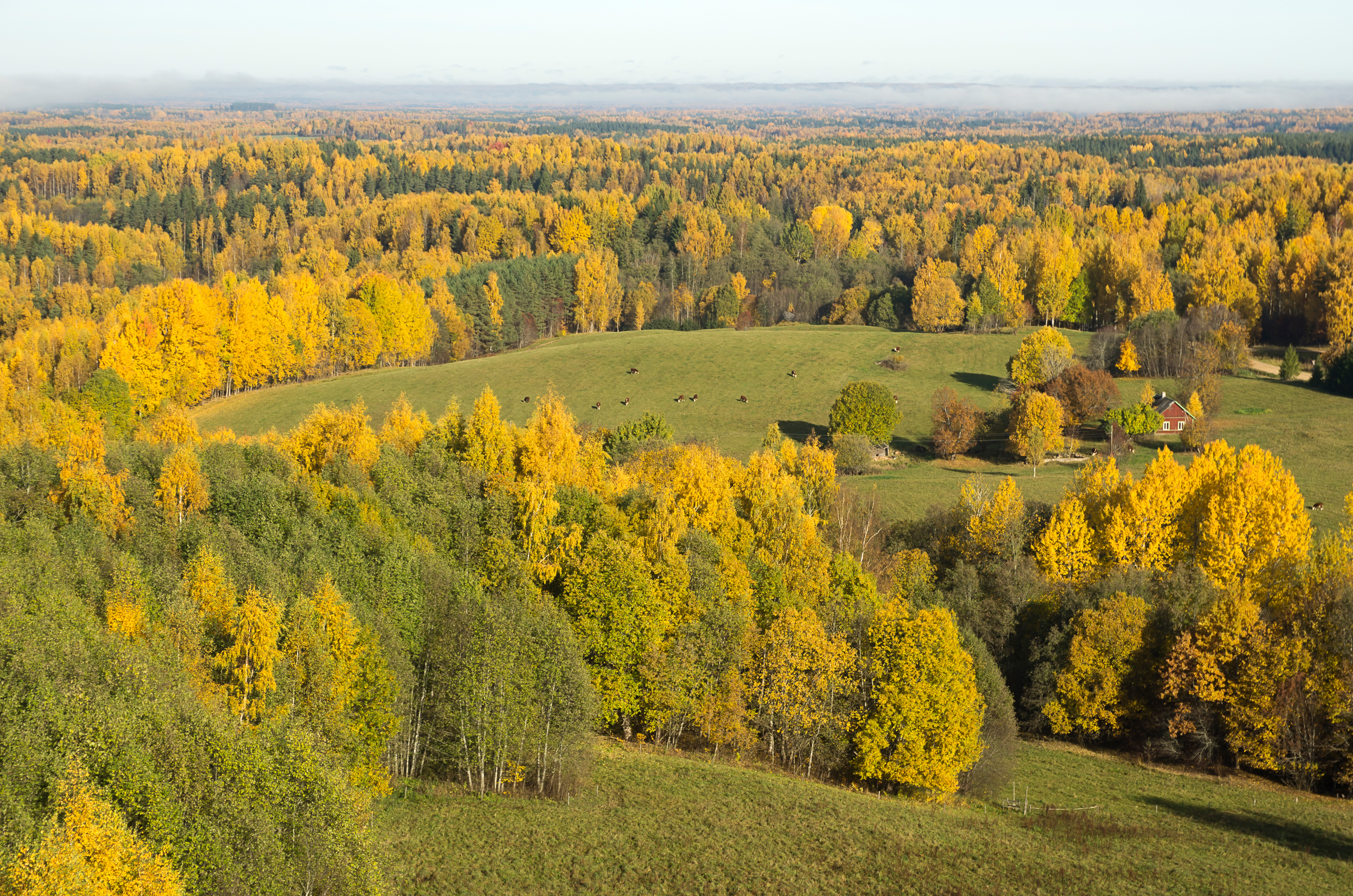